# Robin des Bois (série télévisée, 2006)
Cet article concerne la série télévisée de 2006. Pour la série télévisée de 1955, voir Robin des Bois (série télévisée, 1955).
Pour les articles homonymes, voir Robin des Bois.
Robin des Bois (Robin Hood), est une série télévisée britannique créée par Dominic Minghella et Foz Allan, d'après le héros légendaire éponyme et a été diffusée à partir du 7 octobre 2006 sur BBC One. En France, la série a été diffusée à partir du 26 octobre 2007 sur Canal+ et France 4 et dès le 19 août 2013 sur 6ter. Au Québec, sur Télé Québec à partir de décembre 2007. En Suisse la série est diffusée depuis janvier 2009 sur HD suisse.
Elle a été annulée par la BBC en juillet 2009.

## Synopsis

Logo original de la série.

### Saison 1
À son retour de croisade, c'est un Nottingham transformé que Robin de Locksley découvre. C'est à présent le terrible shérif qui y règne sans scrupules. Toujours prêt à voler au secours des plus démunis, Robin, épaulé de Much, son fidèle compagnon, est bien décidé à combattre cet ordre injuste. Pour mener à bien son entreprise, il saura s'entourer d'une bande de hors la loi aux talents divers: de Will Scarlett, Allan De Dale et de Petit Jean en passant par Djaq, la nouvelle venue.
Unie contre le shérif et ses acolytes, la bande parviendra-t-elle à soulager les braves habitants de Locksley de la misère dans laquelle ils sont tenus, et à restaurer la justice à Nottingham ?

### Saison 2
Dans cette 2e saison, Robin des bois et sa bande vont devoir affronter les foudres de l'odieux shérif de Nottingham et déjouer ses nombreux pièges. Ainsi, ils devront surmonter plusieurs obstacles: un traitre parmi eux, la méfiance de Robin des bois envers ses amis, le plan « Shat mat » établi par le shérif, le grand pacte de Nottingham preuve de la trahison du prince Jean envers le roi Richard. Robin devra parfois choisir entre son allégeance au roi ou son amour pour la belle Marianne. Les habitants de la forêt de Sherwood se retrouvent pour une ultime mission qui pourrait tout changer.

### Saison 3
Dans cette 3e saison, Robin est bouleversé par la mort de Marianne, sa bien-aimée qui s'est fait tuer par Guy de Gisborne. Cependant, il demeure plus que jamais décidé à se battre contre la corruption et le mal qui gangrènent Nottingham.
Robin comptera alors sur de nouveaux compagnons: la belle Kate et le moine Tuck. Et de surprenantes connaissances pourraient bien se rallier à leur cause...

## Distribution

### Acteurs principaux
- Jonas Armstrong (VF : Alexis Victor) : Robin des Bois (2006-2009)
- Richard Armitage (VF : Gilles Morvan) : Sir Guy de Gisborne (2006-2009)
- Lucy Griffiths (VF : Karine Texier) : Marianne (2006-2008)
- Keith Allen (VF : Alain Choquet) : Le shérif de Nottingham (2006-2009)
- Gordon Kennedy (VF : Hervé Furic) : Petit Jean (2006-2009)
- Sam Troughton (VF : Serge Faliu) : Much (2006-2009)
- Joe Armstrong (VF : Jean-Christophe Dollé) : Allan de Dale (2006-2009)
- Harry Lloyd (VF : Franck Lorrain) : Will Scarlet (2006-2008)
- Anjali Jay (VF : Marie Zidi) : Djaq (2006-2008)
- David Harewood (VF : Jean-Michel Martial) : Frère Tuck (2009)
- Joanne Froggatt (VF : Julia Vaidis-Bogard) : Kate (2009)
- Lara Pulver (VF : Margot Faure) : Isabella de Gisborne (2009)
- Toby Stephens (VF : Laurent Natrella) : Prince Jean (2009)

### Acteurs secondaires
- Clive Standen (VF : Cédric Chevalme) : Archer (2009)
- Dexter Fletcher (VF : Bernard Gabay) : Comte Friedrich (2008)
- Michael Elwyn (VF : Igor de Savitch) : Sir Edward (2006-2008)
- Joseph Kennedy (VF : Guillaume Orsat) : Carter (2008)
- Lee Ross (VF : Patrick Borg) : Sir Jasper (2008, une apparition dans la saison 3 (2009))
- Steven Waddington (VF : Bruno Dubernat) : Roi Richard Cœur de Lion (2008)
- Kelly Adams : Eve (2007)
- William Houston : Finn (2009)
- Martin Delaney : Tiernan McMurrough (2009)
- Teresa Banham : Rebecca (2009)
- William Beck (VF : Loïc Houdré) : Roy (2006)
- Bill Ward (VF : Paul Borne) : Rufus (2009)
- Liam Boyle : Edmund (2009)
- Holliday Grainger (VF : Alice Taurand) : Meg (2009)

## Épisodes

### Première saison (2006-2007)
1. Retour des Croisades (Will You Tolerate This?)
2. La Langue ou la Bourse (Sheriff Got Your Tongue?)
3. Qui veut la peau du shérif ? (Who Shot the Sheriff?)
4. L'enfant trouvé (Parent Hood)
5. La flèche d'argent (Turk Flu)
6. Un percepteur particulier (The Taxman Cometh)
7. Le prix de la trahison (Brothers in Arms)
8. Un tatouage compromettant (Tattoo? What Tattoo?)
9. Question de loyauté (A Thing or Two About Loyalty)
10. La paix ? Que nenni ! (Peace? Off!)
11. Mon père ce héros (Dead Man Walking)
12. Le Retour du roi (partie 1) (The Return of the King)
13. Audience royale (partie 2) (Clue No)

### Deuxième saison (2007-2008)
1. Tel frère, telle sœur (Sisterhood)
2. Les jeux sont faits (The Booby and the Beast)
3. Jeux d'enfants (Child Hood)
4. L'ange de la mort (The Angel of Death)
5. Plouf plouf (Ducking and Diving)
6. Pour l'Angleterre ! (For England!)
7. Donne-moi ta main (Show me the Money)
8. Esprit de vengeance (Get Carter !)
9. Le messager voyageur (Lardner's Ring)
10. L'union fait la force (Walkabout)
11. La Chasse au Trésor (Treasure of the Nation)
12. Kalilah et Dimnah (partie 1) (A good day to die)
13. Un pour tous, tous pour un ! (partie 2) (We are Robin Hood)

### Troisième saison (2008-2009)
1. Eclipse Totale (Total Eclipse)
2. Les Guerriers (Cause and Effect)
3. Hérésie (Lost in Translation)
4. L'Ombre du Père (Sins of the Father)
5. Que le spectacle commence (Let the Games Commence)
6. La Maladie du Roi (Do You Love Me?)
7. D'Amour et d'eau fraîche (Too Hot to Handle)
8. Le Roi est mort, Vive le Roi ! (The King Is Dead, Long Live The King)
9. Mésalliance (A Dangerous Deal)
10. Faux Frère (Bad Blood)
11. La Grande Evasion (The Enemy of My Enemy)
12. Une Cause Juste (partie 1) (Something Worth Fighting For - Part 1)
13. Un beau jour pour mourir (partie 2) (Something Worth Fighting For - Part 2)